# Sulisławice (Sainte-Croix)
Pour les articles homonymes, voir Sulisławice.
Sulisławice est une localité polonaise de la gmina de Łoniów, située dans le powiat de Sandomierz en voïvodie de Sainte-Croix.